# Solita
Solita est une municipalité située dans le département de Caquetá, en Colombie.
Au recensement de 2005, la population était de 7 397 habitants, tandis qu'au recensement de 2018 elle était de 5 431 habitants.